# Mull of Kintyre

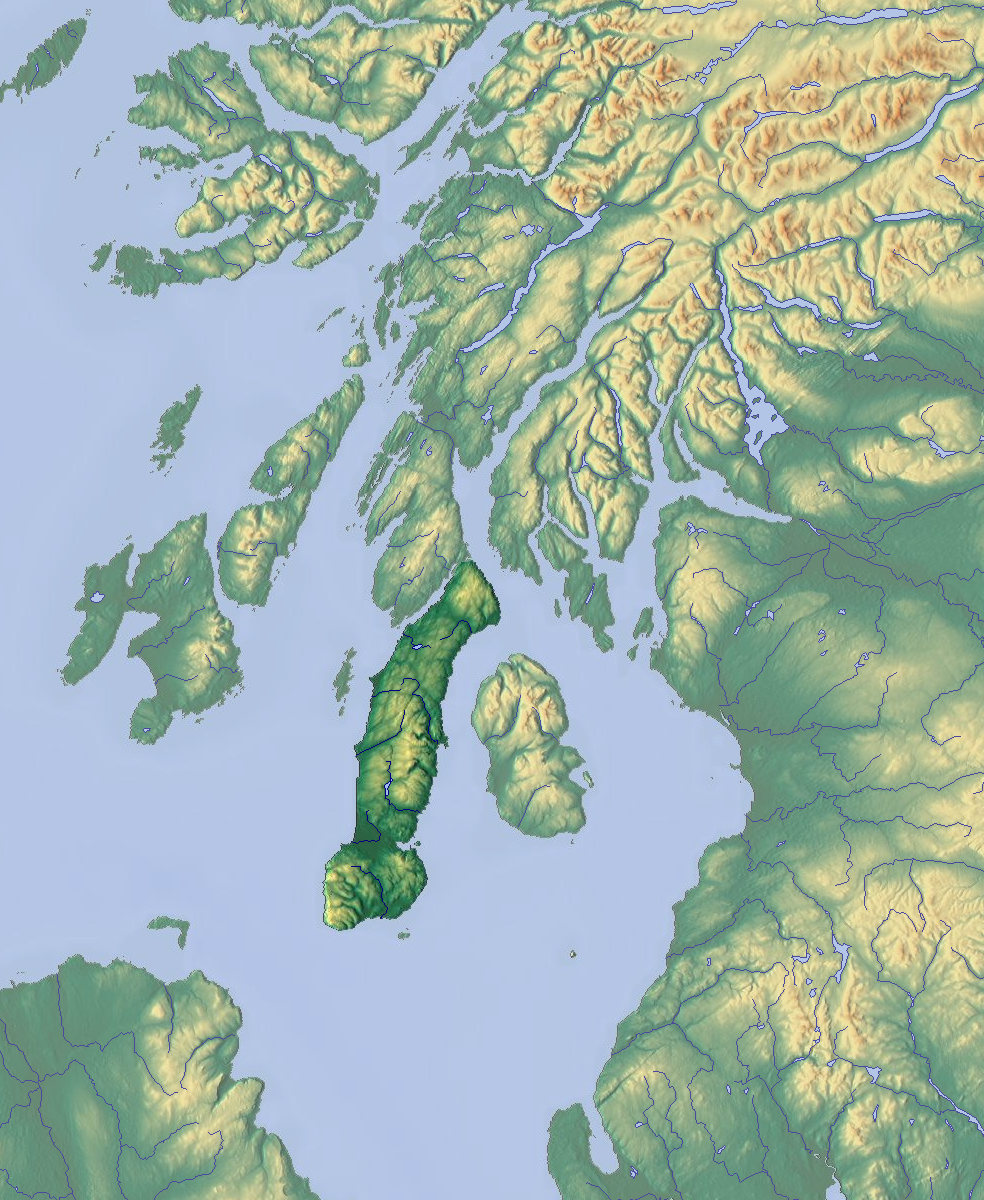
Mapa poloostrova Kintyre

Mull of Kintyre (skotskou gaelštinou Maol Chinn Tìre) je skalnatý mys ve Skotsku. Tvoří jihozápadní výběžek poloostrova Kintyre v oblasti Argyll a Bute, omývaný vodami Severního průlivu. Nejbližším městem je Campbeltown. Název pochází z gaelského výrazu Maol Chinn Tìre, který znamená „okrouhlý výběžek pevniny“ Na mysu se nachází budova majáku z roku 1788, který patří k nejstarším ve Skotsku. V roce 1996 byl jeho provoz automatizován a obydlí strážce majáku bylo adaptováno na turistickou chatu ve správě The National Trust for Scotland. Za jasného počasí je z mysu vidět pobřeží Irska. V 5. století zde přistáli Skotové a založili království Dál Riata.

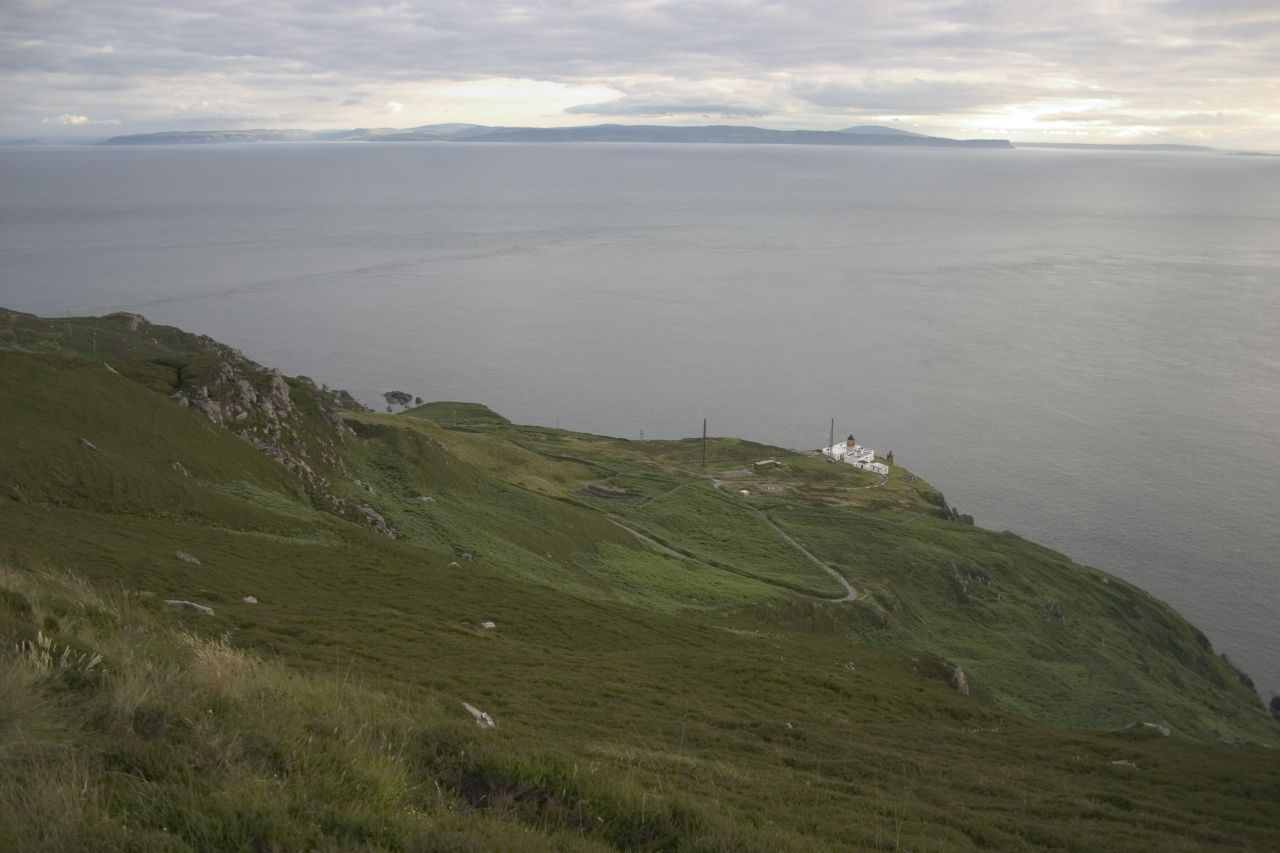
Maják na Mull of Kintyre

Dne 2. června 1994 havaroval v mlze obklopující mys britský vojenský vrtulník Boeing CH-47 Chinook, všech 29 osob na palubě zahynulo.
Na Mull of Kintyre měl od roku 1966 své venkovské sídlo nazvané High Park Farm zpěvák a skladatel Paul McCartney. Svůj vztah ke zdejší krajině vyjádřil v písni „Mull of Kintyre“, která vyšla v roce 1977 a stala se nejprodávanějším singlem skupiny The Wings.
Populární městská legenda hovoří o tom, že k posuzování mravní závadnosti audiovizuálních děl slouží tzv. Mull of Kintyre Test, odvozený od falického tvaru poloostrova. Mužský pohlavní orgán se smí v pořadu ukázat pouze tehdy, pokud směřuje dolů, stejně jako Mull of Kintyre na mapě Skotska.